# یوزف لانگه
یوزف لانگه (لهستانی: Józef Lange; ۱۶ مارس ۱۸۹۷ – ۱۱ اوت ۱۹۷۲) دوچرخه‌سوار اهل لهستان بود.
وی در مسابقات کشوری و بین‌المللی در مجموع برندهٔ ۱ مدال نقره شده‌است.